# Kevin J. Anderson
Kevin J. Anderson (* 27. března 1962, Oregon, Wisconsin) je americký spisovatel. Napsal průvodní romány pro Star Wars (Hvězdné války), StarCraft, Titan A.E., Akta X, jako spoluautor se podílel na pokračování románu Duna. Je původním autorem série Sága sedmi sluncí. Prodal více než 20 milionů knih ve 30 jazycích. Od roku 1993 bylo mezi bestsellery 32 Andersonových románů.
Při své cestě za slávou obdržel 750 odmítnutí a získal trofej Autor bez budoucnosti, protože má ze všech spisovatelů nejvíce odmítnutí. Jeho koníčky jsou mimo jiné turistika a táboření.

## Biografie
Narodil se 27. března v Oregonu ve Wisconsinu. V dětství ho ovlivnila Válka světů, už v 8 letech napsal svůj první příběh The Injection o šíleném vědci s receptem na oživování čehokoli. V 10 si koupil psací stroj (místo kola) a od té doby píše.
První povídka, kterou poslal do časopisu, byla odmítnuta, když studoval první ročník na střední škole. Až po dvou letech a 80 odmítnutích byla otisknuta jeho práce, za kterou dostal peníze – 12,5 dolaru (před tím dostával jen výtisky časopisu). Teprve ve 26 letech napsal první román, Resurrection, Inc.
Kevin pracoval 12 let v Kalifornii jako editor a technický autor v Lawrence Livermore National Laboratory. Tam se seznámil se svou ženou Rebeccou Moestou a častým spoluautorem Dougem Beasonem.
Když vydal asi 10 románů s velkým ohlasem kritiky, všiml si ho Lucasfilm a nabídl mu psát o Star Wars. Pro Lucasfilm napsal mimo jiné trilogii Star Wars Jedi Academy (česky Akademie Jedi, tyto tři romány se v roce 1994 staly nejprodávanějšími sci-fi knihami) a ságu Young Jedi Knights se 14 díly, jejíž spoluautorkou byla jeho manželka Rebecca Moesta. Podílel se na třech antologiích Star Wars, jež se staly nejprodávanějšími sci-fi antologiemi všech dob.
Podle seriálu Akta X napsal tři romány, jež se staly mezinárodními bestsellery (romány Ground Zero a Zříceniny byly čtenáři časopisu SFX zvoleny nejlepšími sci-fi romány v rocích 1995 a 1996).

### S Dougem Beasonem
- Lifeline (1990)
- Operace Trinity (The Trinity Paradox, 1991)
- Nanospace (1992)
- Assemblers of Infinity (1993, jmenován na ceny Nebula a American Physics Society’s „Forum“)
- Ill Wind (1995, zvažován televizí ABC TV pro televizní adaptaci, či seriál)
- Virtual Destruction (1996)
- Fallout (1997)
- Ignition (1997, prodán společnosti Universal Studios na film)
- Lethal Exposure (1998)

### Akta X
- Akta X. Epicentrum (Ground Zero, 1995, čtenáři časopisu SFX zvolen nejlepším sci-fi románem roku 1995)
- Akta X. Zříceniny (Ruins, 1996, čtenáři časopisu SFX zvolen nejlepším sci-fi románem roku 1996)
- Akta X. Protilátky (Antibodies, 1997)

### Star Wars
- Darksaber (1996)

Trilogie Akademie Jedi (Jedi Academy):
1. Hledání Jedi (Jedi Search, 1994)
2. Nositelé síly (Dark Apprentice, 1994)
3. Temný učedník (Champions of the Force, 1994)

Série Young Jedi Knights (s Rebeccou Moestou):
1. Heirs of the Force (1995)
2. Shadow Academy (1995)
3. The Lost Ones (1995)
4. Lightsabers (1996)
5. Darkest Knight (1996)
6. Jedi Under Siege (1996)
7. Shards of Alderaan (1997)
8. Diversity Alliance (1997)
9. Delusions of Grandeur (1997)
10. Jedi Bounty (1997)
11. The Emperor's Plague (1997)
12. Return to Ord Mantell (1998)
13. Trouble on Cloud City (1998)
14. Crisis at Crystal Reef (1998)

Antologie, na nichž se podílel jako editor:
- Tales from the Mos Eisley Cantina (1995)
- Tales from Jabba's Palace (1996)
- Tales of the Bounty Hunters (1996)

### Duna
Všechny s Brianem Herbertem:
- Předehra k Duně: Atreidové (Dune: House Atreides, 1999)
- Předehra k Duně: Harkonnenové (Dune: House Harkonnen, 2000)
- Předehra k Duně: Corrinové (Dune: House Corrino, 2001)
- Historie Duny: Služebnický džihád (The Butlerian Jihad, 2002)
- Historie Duny: Křížová výprava strojů (The Machine Crusade, 2003)
- Historie Duny: Bitva o Corrin (The Battle of Corrin, 2004)
- Cesta k Duně (The Road to Dune, 2005)
- Lovci Duny (Hunters of Dune) (2006)
- Sandworms of Dune (2007)

Krátké příběhy:
- Dune: A Whisper of Caladan Seas
- Dune: Hunting Harkonnens
- Dune: Whipping Mek
- Dune: The Faces of a Martyr
- Dune: Sea Child

### SérieSága sedmi sluncí
1. Skrytá říše (Hidden Empire, vyšlo 2002 v angličtině)
2. Hvězdné moře (A Forest of Stars, vyšlo 2003 v angličtině)
3. Bouře na obzoru (Horizon Storms , vyšlo 2004 v angličtině)
4. Roztroušená slunce (Scattered Suns, vyšlo 2005 v angličtině)
5. Z ohně a noci (Of Fire and Night, vyšlo 2006 v angličtině)
6. Ocelový roj (Metal Swarm, vyšlo 2007 v angličtině)
7. Spáleniště světů (The Ashes of Worlds, (vyšlo 2008 v angličtině)

### Ostatní
- Resurrection, Inc. (1988)
- Trilogie Gamearth
  1. Gamearth (1989)
  2. Game Play (1989)
  3. Game's End (1990)
- Ai! Pedrito! (1998, s použitím materiálů Rona Hubbarda)
- Climbing Olympus (1994)
- Blindfold (1995)
- StarCraft: Shadow of the Xel'Naga (2001, jako Gabriel Mesta)
- Fantastic Voyage: Microcosm (2001)
- Captain Nemo (2002) (fiktivní život kapitána Nema Julese Verna)
- Hopscotch (2002)
- The League of Extraordinary Gentlemen
- Sky Captain and the World of Tomorrow
- The Martian War (2005)
- Dean Koontz's Frankenstein, Book One: Prodigal Son (2005, s Deanem Koontzem)
- Slan Hunter (2007, s použitím materiálů A. E. van Vogta)